# Anopheles hervyi
Anopheles hervyi är en tvåvingeart som beskrevs av Brunhes, Le Goff och Geoffroy 1999. Anopheles hervyi ingår i släktet Anopheles och familjen stickmyggor.
Artens utbredningsområde är Niger. Inga underarter finns listade i Catalogue of Life.